# Rei (escacs)

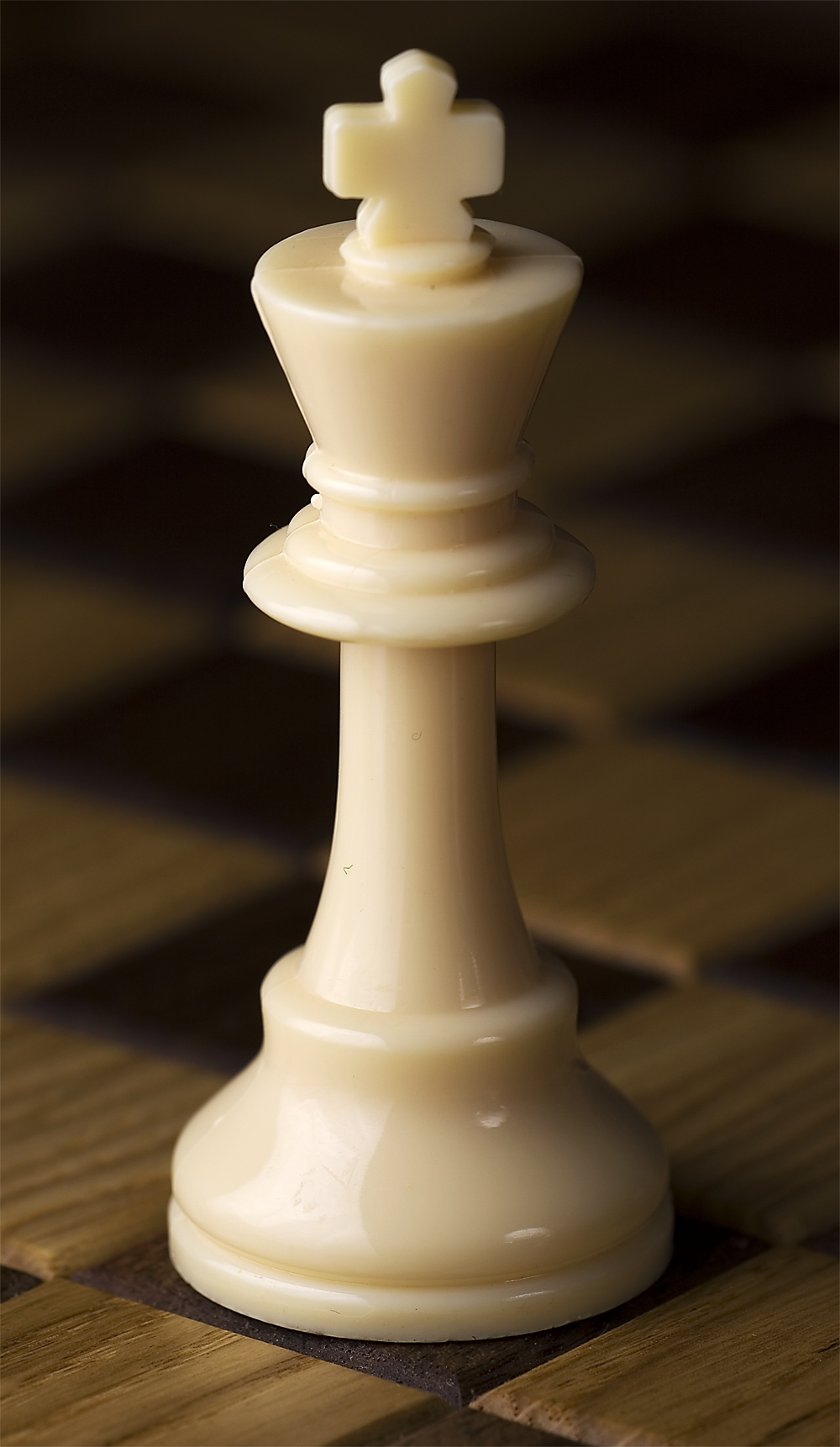
Un rei blanc

En escacs, el rei és la peça més important del joc malgrat la seva relativa feblesa. Pot moure's en qualsevol direcció però només una casella a la vegada. Tanmateix, no pot saltar per sobre d'altres peces ni posar-se en una casella en què podria ser matat per una peça rival. El rei té un moviment especial anomenat enroc en què es mou dues caselles envers una torre i aquesta passa a ocupar la casella que el rei ha travessat.
Si el rei és amenaçat per una peça rival (escac), el jugador atacat ha de respondre a l'amenaça d'una de les següents maneres:
- matant la peça rival;
- posant una peça pròpia entremig de la peça rival i el rei per protegir-lo (no és possible si l'atacant és un cavall);
- movent el rei a una casella on no estigui amenaçat.

Si cap d'aquestes opcions no és possible, es tracta d'un escac i mat i el jugador que té el rei en una posició de perill perd la partida.